# آتیلا کاساس
آتیلا کاساس (انگلیسی: Atila Kasaš؛ زادهٔ ۲۱ سپتامبر ۱۹۶۸) بازیکن سابق فوتبال و مربی فوتبال اهل صربستان است.